# Monte Fammera
Il monte Fammera è un imponente contrafforte situato nella parte orientale della catena dei monti Aurunci, alto 1.163,1 m s.l.m. , situato nei territori dei comuni di Ausonia (FR)  e e Spigno Saturnia (LT)nel Lazio, all'interno del territorio del parco naturale dei Monti Aurunci.

## Descrizione
Il monte risalta notevolmente data la sua parete verticale, con la quale la catena montuosa si separa dalle sue estreme propaggini orientali, dette anche monti Vescini.
È sito ai confini tra i comuni di Ausonia (FR) e Spigno Saturnia (LT). Alle sue spalle c'è un pianoro carsico ricco di doline, nonché di radure che sovente si aprono tra i boschi.